# Arrondissement d'Höchst

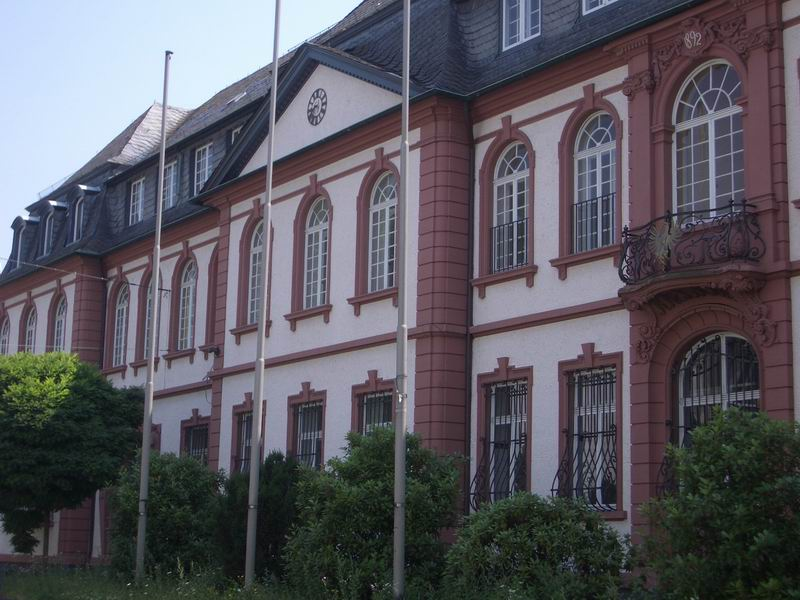
L'ancien bureau de l'arrondissement de Francfort-Höchst

L'arrondissement d'Höchst-sur-Main est un arrondissement du district de Wiesbaden de la province prussienne de Hesse-Nassau, situé entre la ville de Francfort-sur-le-Main à l'est et l'arrondissement de Wiesbaden à l'ouest. Le chef-lieu de l'arrondissement est Höchst-sur-le-Main.

## Histoire
L'arrondissement d'Höchst est formé le 1er avril 1886 dans le cadre d'une réforme territoriale dans la province de Hesse-Nassau à partir des communes de l'ancien bureau d'Höchst (de) (à l'exception de la commune de Heddernheim) et des communes de Langenhain, Lorsbach et Marxheim de l'ancien bureau d'Hochheim (de). Jusque-là, l'arrondissement formait la partie orientale de l'arrondissement du Main (de), fondé en 1867.
Le 1er juillet 1917, les communes de Sindlingen, Unterliederbach et Zeilsheim sont incorporées à la commune d'Höchst-sur-le-Main.   
L'arrondissement d'Höchst est dissous le 1er avril 1928. La ville d'Höchst-sur-le-Main ainsi que les communes de Griesheim, Nied, Schwanheim et Sossenheim sont incorporées dans la ville indépendante de Francfort-sur-le-Main. Toutes les autres communes sont intégrées au nouveau arrondissement de Main-Taunus. Le quartier d'Höchst de Francfort reste le siège administratif de l'arrondissement du Main-Taunus jusqu'en 1987

## Évolution de la démographie
| Année | Habitants |
| ----- | --------- |
| 1900  | 55 493    |
| 1910  | 76 811    |
| 1925  | 86 129    |

## Administrateurs de l'arrondissement

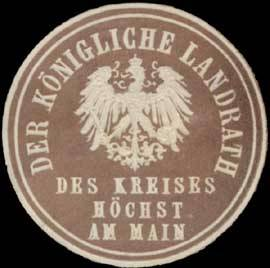
Marque de sceau de l'administrateur de l'arrondissement d'Höchst

- 1886–1892: August von Trott zu Solz
- 1892–1894: Wilhelm von Meister (de)
- 1894–1900: Otto von Steinmeister (de)
- 1900–1910: Heinrich von Achenbach (de)
- 1910–1920: Robert Klauser (de)
- 1921–1926: Josef Zimmermann (de)
- 1926–1928: Wilhelm Apel (de)

## Communes
L'arrondissement d'Höchst comprend à l'origine 21 villes et communes, dont huit sont devenues des quartiers de Francfort-sur-le-Main et 13 communes sont rattachées à l'arrondissement de Main-Taunus, qui compte au total 45 villes et communes. Les villes et communes de l'arrondissement sont énumérées ci-dessous :
| Ancienne commune                | Commune actuelle        | Arrondissement actuel |
| ------------------------------- | ----------------------- | --------------------- |
| Eschborn                        | Eschborn                | Main-Taunus           |
| Griesheim                       | Francfort-sur-le-Main   | Francfort-sur-le-Main |
| Hattersheim                     | Hattersheim sur le Main | Main-Taunus           |
| Höchst am Main, ville           | Francfort-sur-le-Main   | Francfort-sur-le-Main |
| Hofheim am Taunus               | Hofheim am Taunus       | Main-Taunus           |
| Kriftel                         | Kriftel                 | Main-Taunus           |
| Langenhain                      | Hofheim am Taunus       | Main-Taunus           |
| Lorsbach                        | Hofheim am Taunus       | Main-Taunus           |
| Marxheim                        | Hofheim am Taunus       | Main-Taunus           |
| Münster                         | Kelkheim                | Main-Taunus           |
| Nied                            | Francfort-sur-le-Main   | Francfort-sur-le-Main |
| Niederhofheim                   | Liederbach am Taunus    | Main-Taunus           |
| Oberliederbach                  | Liederbach am Taunus    | Main-Taunus           |
| Okriftel                        | Hattersheim sur le Main | Main-Taunus           |
| Schwanheim                      | Francfort-sur-le-Main   | Francfort-sur-le-Main |
| Sindlingen (1917 à Höchst)      | Francfort-sur-le-Main   | Francfort-sur-le-Main |
| Soden am Taunus                 | Bad Soden am Taunus     | Main-Taunus           |
| Sossenheim                      | Francfort-sur-le-Main   | Francfort-sur-le-Main |
| Sulzbach                        | Sulzbach                | Main-Taunus           |
| Unterliederbach (1917 à Höchst) | Francfort-sur-le-Main   | Francfort-sur-le-Main |
| Zeilsheim (1917 à Höchst)       | Francfort-sur-le-Main   | Francfort-sur-le-Main |